# Carman (Manitoba)
Carman ist eine landwirtschaftliche Kleinstadt mit etwa 3200 Einwohnern und liegt im Süden von Manitoba in Kanada, am Rand der als Aspen Parkland bezeichneten Ökoregion.

## Geographie
Carman liegt etwa 60 km nördlich vom amerikanischen Bundesstaat North Dakota und etwa 80 km südwestlich von Winnipeg, der Hauptstadt Manitobas. 
Die Stadt liegt inmitten eines landwirtschaftlichen Präriegürtels umgeben von der Gemeinde Dufferin.

## Kultur
In Carman finden mehrere Kunstveranstaltungen statt, wie etwa das Carman Fiddle Festival (Deutsch: Geigenfest) – einst als Winston Simpson Fiddle Festival bekannt, welches alljährlich im August spielt.

## Klima
Die höchste Temperatur wurde im Jahr 2007 gemessen mit einem Hitzerekord von 53 °C, damit liegt Carman knapp unter dem kanadischen Rekord von 53,4 °C, welcher in Castlegar gemessen wurde.

## Persönlichkeiten

### Geboren in Carman
- Roderick Duncan McKenzie (1885–1940), Soziologe
- Horace Aylwin (1902–1980), Sprinter
- Blake Watson (1903–1998), Eishockeyspieler
- Jack Carson (1910–1963), Schauspieler
- Ed Belfour (* 1965), ehemaliger Eishockeytorwart

### Personen mit Beziehung zur Stadt
- Jim McFadden (1920–2002), Eishockeyspieler der nach seiner Karriere in Carman lebte
- Faouzia Ouihya (* 2000), in Carman aufgewachsene Singer-/Songwriterin